# Incidente dos envelopes postais da Apollo 15

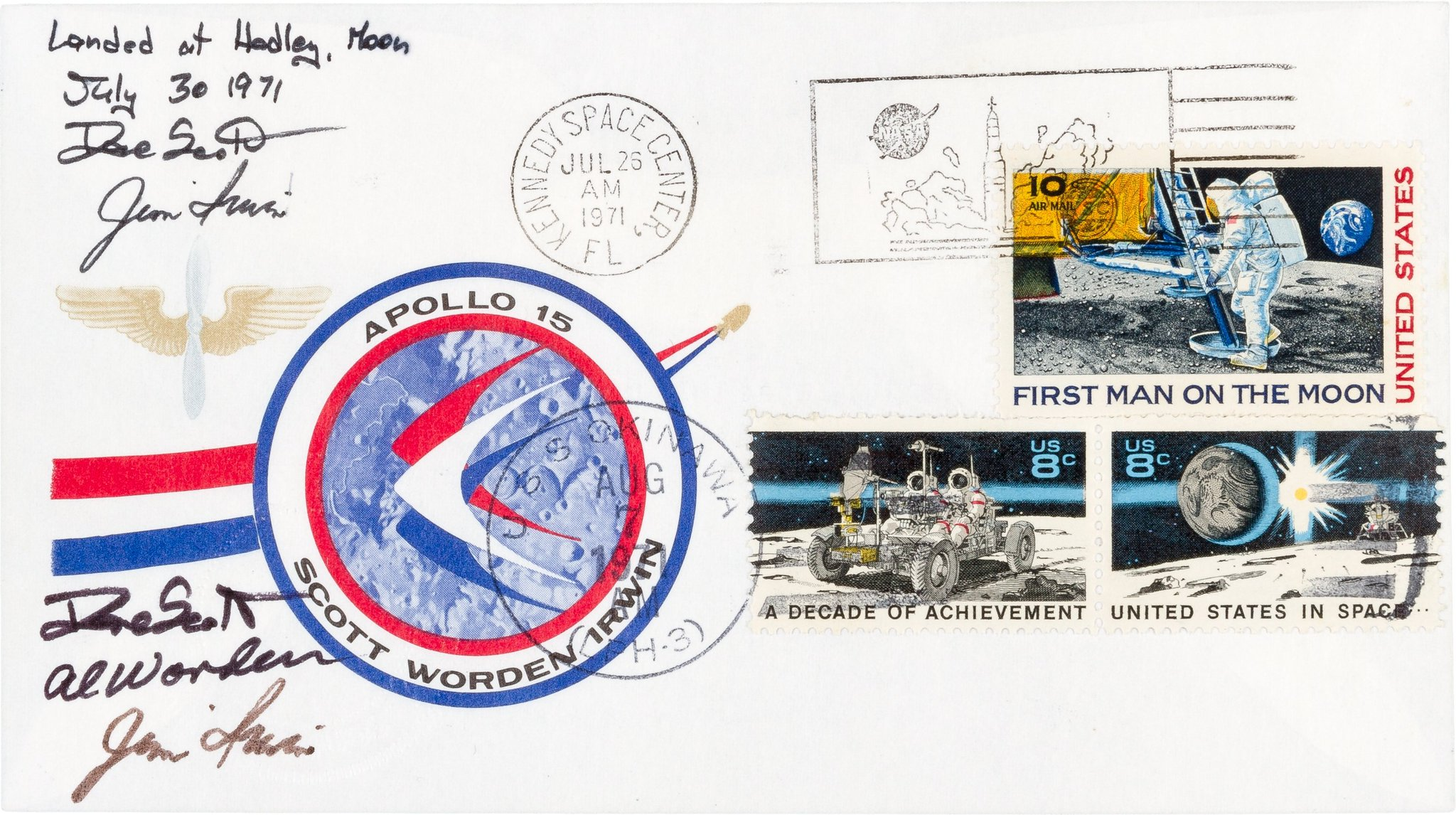
Um "envelope Sieger", levado para a Lua e assinado por Scott, Worden e Irwin após a missão.

O incidente dos envelopes postais da Apollo 15 foi um escândalo da NASA em 1972 envolvendo os astronautas da Apollo 15, que levaram aproximadamente quatrocentos envelopes postais não autorizados para o espaço e até a superfície da Lua a bordo do módulo lunar Falcon. Alguns desses foram vendidos pelo comerciante de selos alemão Hermann Sieger por preços altos, ficando conhecidos como "envelopes Sieger". Os astronautas David Scott, Alfred Worden e James Irwin concordaram em aceitar pagamentos para levarem os envelopes, porém devolveram o dinheiro e foram repreendidos pela NASA. A imprensa realizou uma grande cobertura do incidente e a tripulação foi convocada para depor diante de um comitê do Senado. Os três nunca mais voltaram para o espaço e deixaram a NASA até 1977; os envelopes apreendidos foram devolvidos em 1983.
Os três astronautas mais seu conhecido Horst Eiermann concordaram em produzir os envelopes e levá-los para o espaço. Cada um dos membros da tripulação receberia por volta de sete mil dólares. Scott conseguiu fazer com que os envelopes fossem carimbados na manhã do lançamento da Apollo 15 em 21 de julho de 1971. Eles foram embalados e entregues a ele enquanto se preparava. Os envelopes não foram incluídos na lista de itens pessoais que estariam carregando por causa de um erro. Todos ficaram desde 30 de julho até 2 de agosto a bordo do Falcon na superfície lunar. Eles foram carimbados novamente em 7 de agosto, o dia da amerrissagem, a bordo do navio de resgate USS Okinawa. Cem foram enviados para Eiermann, que os repassou para Sieger; os restantes foram divididos entre os astronautas.
Worden tinha concordado em carregar 144 envelopes adicionais, principalmente para seu conhecido F. Herrick Herrick; estes foram aprovados para serem levados para o espaço. A Apollo 15 levou aproximadamente 641 envelopes. A NASA descobriu no final de 1971 que os envelopes de Herrick estavam sendo vendidos, com Donald Slayton, o supervisor dos astronautas, avisando Worden para evitar maiores comercializações daquilo que tinha sido permitido que fosse levado para o espaço. Slayton removeu os três astronautas da tripulação reserva da Apollo 17 assim que soube do acordo com Sieger, mesmo com Scott, Worden e Irwin já tendo recusado a compensação de Eiermann e Sieger. A questão tornou-se de conhecimento público em junho de 1972. A cobertura da imprensa foi ampla, com alguns afirmando que astronautas não deveriam colher lucros pessoais sobre as missões espaciais. O incidente fez a NASA rever sua regulamentação sobre que tipos de itens pessoais os astronautas podiam levar em missões.

## Antecedentes
A astrofilatelia, coleção de selos relacionada com o espaço, começou logo depois do lançamento do Sputnik-1 em 4 de outubro de 1957 e do início da Corrida Espacial. Países como os Estados Unidos e a União Soviética emitiram selos postais comemorativos mostrando espaçonaves e satélites. A astrofilatelia alcançou seu auge de popularidade durante os anos das alunissagens do Programa Apollo entre 1969 e 1972. Colecionadores e comerciantes começaram a procurar por itens filatélicos relacionados com o programa espacial dos Estados Unidos, frequentemente através de envelopes especialmente desenhados. A anulação de envelopes enviados pelo público tornou-se uma das principais tarefas dos funcionários da agência dos correios do Centro Espacial John F. Kennedy, em Cabo Kennedy na Flórida, nos dias de lançamento.

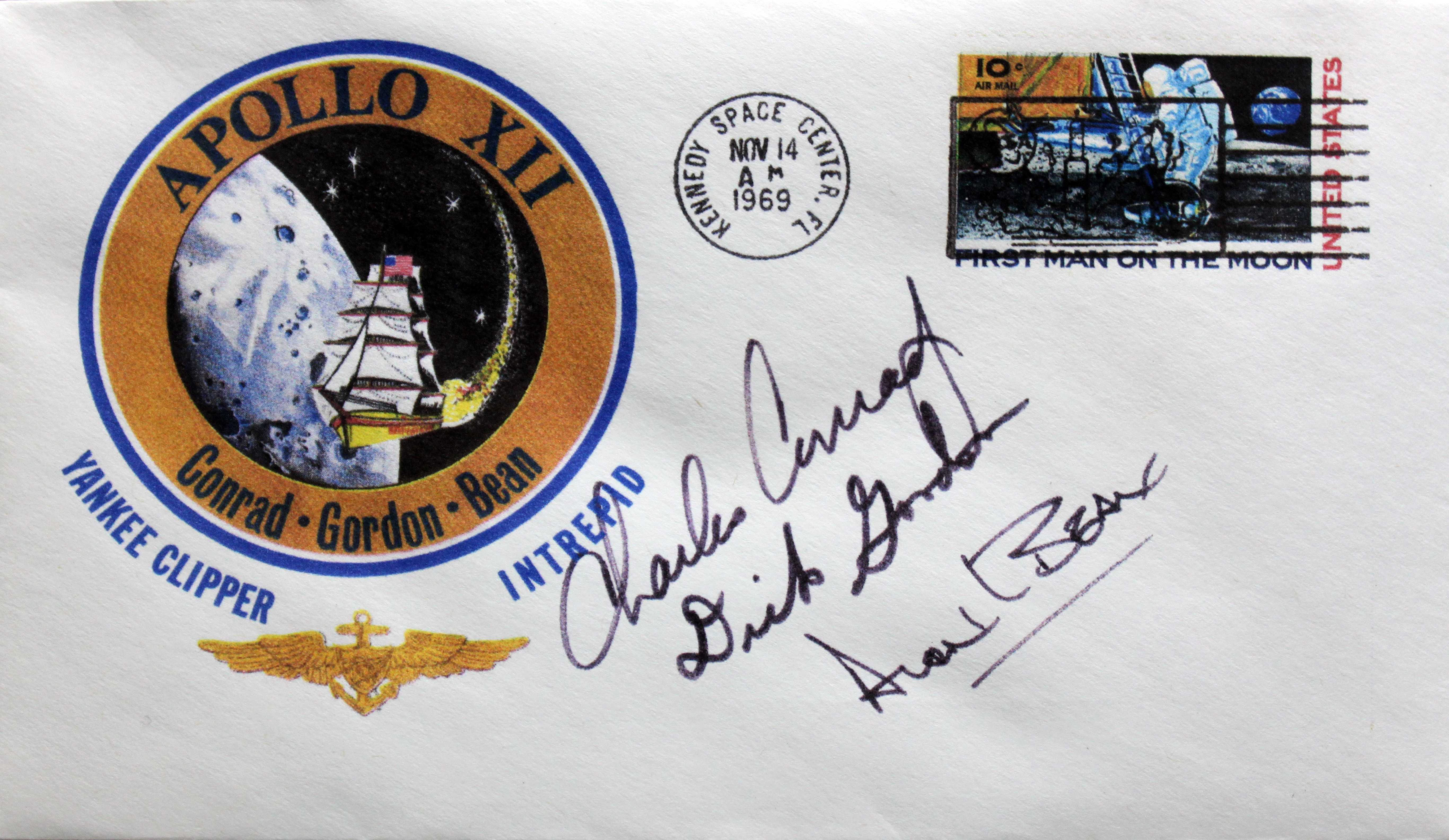
Um envelope postal da Apollo 12, datado do dia do lançamento em 14 de novembro de 1969 e assinado pelos três astronautas.

Os astronautas norte-americanos participavam na criação de colecionáveis. Harold G. Collins, chefe do Escritório de Suporte de Missão no Centro Espacial Kennedy, arranjou a partir do final da década de 1960 que envelopes especialmente desenhados fossem criados para as diferentes missões e anulados nas datas de lançamento. Esses frequentemente eram dados de presente para amigos dos astronautas ou para funcionários da NASA e seus contratantes. Quinze astronautas do Programa Apollo antes da Apollo 15 tinham chegado a um acordo com um alemão chamado Horst Eiermann para autografarem quinhentos itens filatélicos (cartões postais ou selos) em troca de 2 500 dólares, porém isto só foi revelado publicamente em setembro de 1972. Esses incluíam um membro de cada missão desde a Apollo 7 em 1968 até a Apollo 13 em 1970. Estes itens não foram levados para o espaço.
Os astronautas tinham permissão para levarem durante a missão Kits de Preferências Pessoais, pequenas sacolas cujos conteúdos eram limitados em tamanho e peso. Elas normalmente eram preenchidas por itens pessoais que os astronautas queriam que voassem como lembranças da missão. O fascínio público por itens que haviam voado para o espaço foi crescendo, assim como seus preços, à medida que as missões do Programa Apollo aproximavam-se de seu objetivo final: um pouso tripulado na Lua.

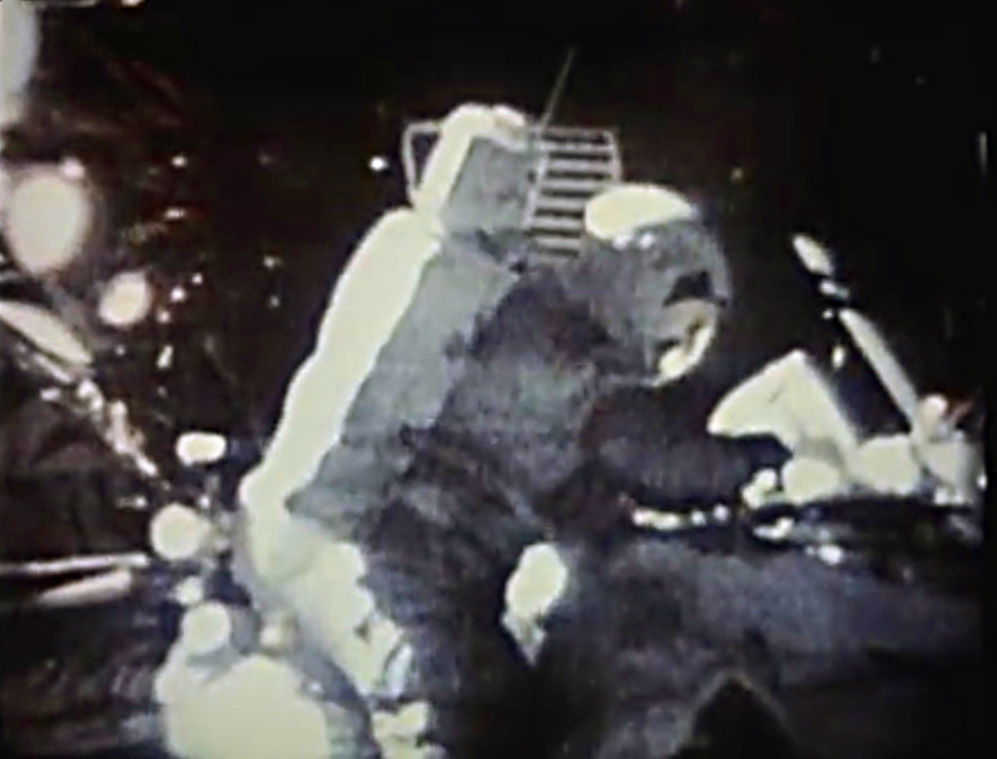
Scott anulando um envelope postal na Lua em 2 de agosto de 1971.

Envelopes foram preparados pelas tripulações da Apollo 11, Apollo 13 e Apollo 14 e voaram para o espaço nessas missões. Edgar Mitchell, o piloto do Módulo Lunar da Apollo 14, levou um para a superfície lunar dentro de seu Kit de Preferências Pessoais. Esses envelopes frequentemente ficavam na posse dos astronautas por muitos anos. Por exemplo, Neil Armstrong da Apollo 11 manteve o seu até morrer em 2012, que só foi colocado à venda em 2018, sendo comprado pelo valor de 156 250 dólares.
O lançamento da Apollo 15 ocorreu no Centro Espacial Kennedy em 26 de julho de 1971 e terminou quando o módulo de comando Endeavour foi recuperado no Oceano Pacífico em 7 de agosto pelo navio de assalto anfíbio USS Okinawa. Os astronautas foram David Scott, Alfred Worden e James Irwin, respectivamente Comandante, Piloto do Módulo de Comando e Piloto do Módulo Lunar. Scott e Irwin tinham pousado na Lua em 30 de julho a bordo do módulo lunar Falcon, permanecendo na superfície por 67 horas. A missão estabeleceu vários recordes espaciais e foi a primeira a utilizar o Veículo Explorador Lunar. Os dois astronautas exploraram a área de Hadley–Apennine em três períodos de atividade extraveicular. Scott, em 2 de agosto, pouco antes de encerrar sua última caminhada na Lua, usou um dispositivo especial para anular um envelope postal proporcionado pelo Serviço Postal dos Estados Unidos com dois selos novos, cujos desenhos mostravam astronautas e o Veículo Explorador, comemorando o décimo aniversário do programa espacial. Este envelope foi devolvido para o Serviço Postal ao final da missão, estando hoje em exibição no Museu Nacional dos Correiros em Washington, D.C..

## Preparação
Eiermann conhecia um comerciante de selos chamado Hermann Sieger da cidade de Lorch, Alemanha Ocidental. Os dois tinham se conhecido por acaso enquanto viajavam de ônibus para assistirem o lançamento da Apollo 12 em novembro de 1969. Eiermann reconheceu o sotaque suábio de Sieger e percebeu que os dois vinham da mesma parte da Alemanha, convidando-o para sua casa. Sieger teve a ideia dos envelopes lunares ao descobrir que os astronautas da Apollo 12 tinham levado consigo uma Bíblia. Eiermann contou que conhecia muitos dos astronautas do Programa Apollo, com Sieger propondo que uma das tripulações poderia ser persuadida a levar os envelopes postais para a Lua. Eiermann não achava que os astronautas aceitariam o dinheiro para fazerem isso, porém concordou em perguntar a respeito depois de Sieger ter caracterizado os pagamentos como investimentos para os filhos dos astronautas. Eiermann não mencionou o nome de Sieger ao abordar o assunto com seus conhecidos da NASA.

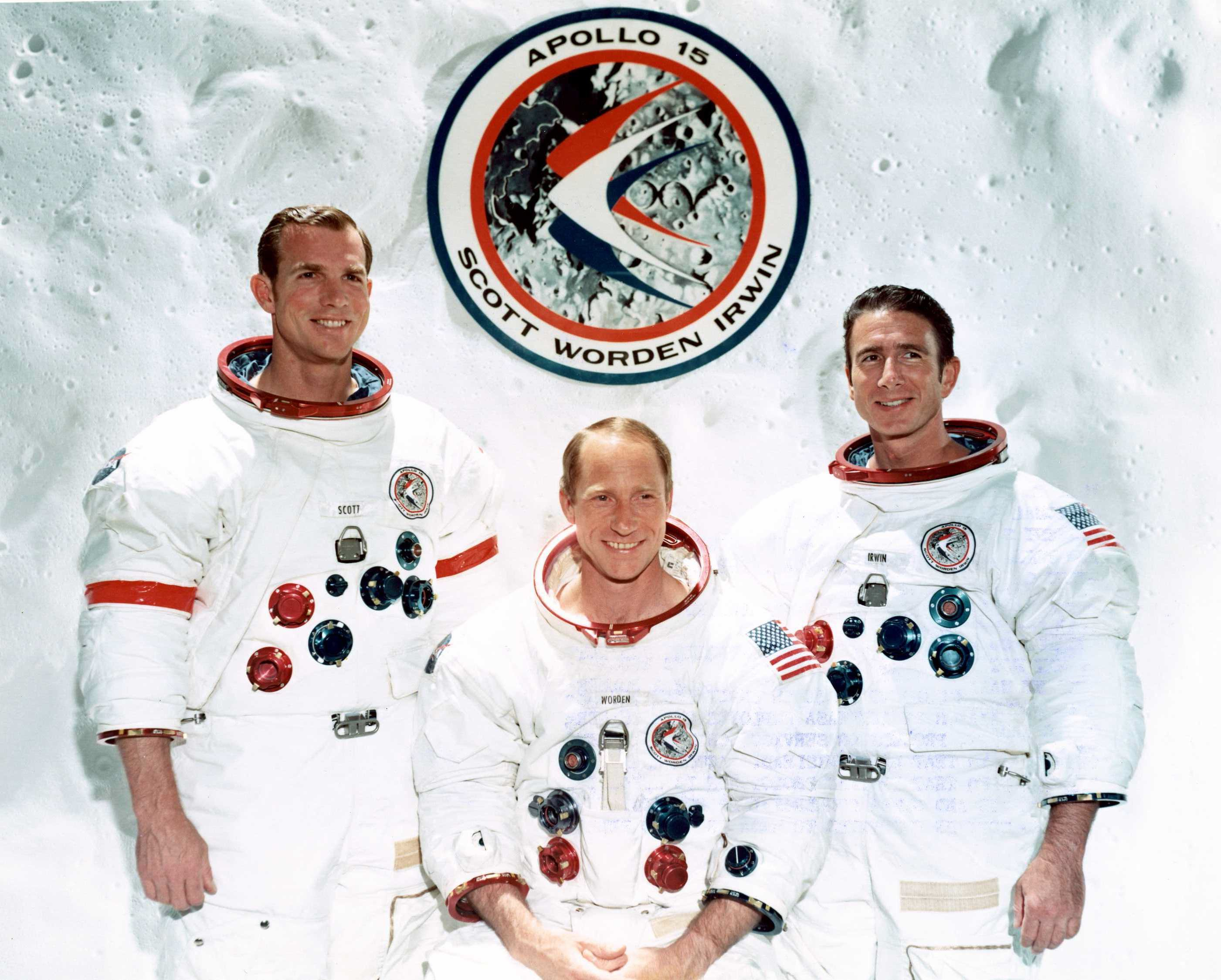
Scott, Worden e Irwin, a tripulação principal da Apollo 15 em 28 de junho de 1971.

Eiermann vivia na época em Cocoa Beach, Flórida, e era um representante da Dyna-Therm Corporation, uma contratante da NASA. Segundo Scott, Donald Slayton, o supervisor dos astronautas e Diretor de Operações de Tripulações de Voo, convidou a tripulação da Apollo 15 para jantar na casa de Eiermann alguns meses antes do lançamento; Scott descreveu Eiermann como um amigo de longa data de Slayton. Worden também afirmou que os astronautas foram convidados para jantar lá, porém disse que foi Scott quem convidou seus colegas de missão, não mencionando envolvimento de Slayton. Scott descreveu Eiermann em 1972 durante um testemunho diante de um comitê do Congresso dos Estados Unidos como um "amigo nosso", alguém com quem havia jantado e que conhecia muitas pessoas no Centro Espacial Kennedy, incluindo vários astronautas. Scott também disse ao comitê que tinha conhecido Eiermann em uma festa, em vez de através de outro astronauta.
Foi proposto durante o jantar por Eiermann que os astronautas levassem até a Lua cem envelopes postais especiais. Worden afirmou anos depois que foi garantido a ele e Irwin, novatos em voos espaciais, que essa era uma prática comum dentro do programa espacial. Worden comentou que foi dito aos astronautas que os envelopes não seriam vendidos até algum tempo no futuro depois de o Programa Apollo ter se encerrado. Eles receberiam sete mil dólares cada. Os três foram informados de que outras tripulações da Apollo já tinham fechado e lucrado a partir de acordos desse tipo. Astronautas de missões anteriores tinham recebido seguros de vida da revista Life, porém este benefício já não estava mais disponível na época da Apollo 15. Worden também falou que os astronautas aceitaram o acordo com o objetivo de garantir que suas famílias fossem sustentadas, dados os grandes riscos e perigos relacionados com suas profissões, com os três planejando guardar o pagamento para seus filhos. Na época, o salário mensal de astronauta de Scott era de 2 199 dólares, o de Worden era 1 715 dólares e de Irwin era 2 235 dólares.
Segundo Scott, os astronautas decidiram que os envelopes seriam bons presentes e pediram por adicionais, com o número total chegando em por volta de quatrocentas. Ele indicou em seu testemunho que, após conversar com seus colegas de tripulação, os três esperavam que os envelopes fossem uma "aventura bem particular e não comercial". Também falou que "Eu admito que isto está errado. Eu compreendo claramente agora. Porém na época, por algum motivo ingênuo e impensável, eu não compreendi sua significância". Irwin escreveu alguns anos depois que o primeiro encontro com Eiermann ocorreu em maio de 1971 e que os astronautas se encontraram com ele mais duas vezes depois disso. Eiermann repassou as instruções de Sieger sobre como preparar os envelopes: eles deveriam ser carimbados duas vezes, uma no Centro Espacial Kennedy no dia do lançamento e a outra no navio de resgate depois da amerrissagem com esta data, além de ter uma declaração assinada pelos astronautas e certificada por um tabelião. A certificação permitiria que os envelopes fossem vendidos na Europa, onde tabelião é uma profissão jurídica que certifica documentos, não apenas assinaturas.
Outros 144 envelopes foram levados a bordo depois de um acordo firmado entre Worden e F. Herrick Herrick, um ex-diretor de cinema e colecionador de selos de Miami. Segundo James Fletcher, o Administrador da NASA na época, Herrick era amigo dos três astronautas e tinha pedido a Worden, também um colecionador, que comprasse um álbum cheio de selos, propondo que a tripulação levasse envelopes para o espaço. Estes então seriam divididos e guardados por alguns anos, depois vendidos. Worden afirmou décadas depois que conheceu Herrick em um almoço cerimoniado pelo piloto de corrida Jim Rathmann e que foi o ex-diretor quem propôs a ideia dos envelopes. Worden salientou sua insistência de que os envelopes fossem guardados até depois do Programa Apollo terminar e que ele se aposentasse da NASA e da Força Aérea dos Estados Unidos: "Eu não queria fazer nada que me envergonharia ou a NASA, e eu acreditei que Herrick manteria sua palavra. Foi um grande lapso de julgamento da minha parte confiar em um estranho. Eu era muito velho para acreditar em Papai Noel". Ele descreveu Herrick em seu testemunho diante do Congresso como um amigo com quem tinha lidado no passado e com quem ele discutiu a possibilidade de envelopes comemorativos. Segundo um relatório do Departamento de Justiça dos Estados Unidos de 1978, Herrick tinha aconselhado Worden antes do voo da Apollo 15 que levar os envelopes para a Lua seria um investimento prudente porque eles se tornariam valiosos para colecionadores.
Uma controvérsia entre a NASA e o Congresso surgiu durante o treinamento da Apollo 15 e envolvia medalhões de prata que a Apollo 14 tinha levado para a Lua. A Casa da Moeda Franklin, particular, que tinha criado os medalhões em questão, derreteu alguns depois de eles voltarem para a Terra. Estes então foram misturados com grandes quantidades de outros metais e novos medalhões foram cunhados a partir dessa massa, sendo usados com o objetivo de atrair pessoas para entrarem no Clube de Colecionadores da Casa da Moeda Franklin. O fato de que algumas partes dos itens tinham voado para a Lua foi usado nas propagandas. A tripulação da Apollo 14 não foi punida, pois não tinha aceitado dinheiro para levar os medalhões. Slayton reduziu pela metade o número de medalhões que cada membro da Apollo 15 poderia levar. Ele avisou os astronautas contra levarem para o espaço itens que poderiam render dinheiro para eles ou para outros. Slayton tinha emitido em agosto de 1965 regulamentações que exigiam que os itens que todos os astronautas planejavam levar fossem listados, aprovados por ele e checados para segurança no espaço caso itens similares nunca antes tivessem voado. Cada tripulante estava proibido, por padrões de conduta da NASA emitidos em 1967, de usar sua posição a fim de ganhar dinheiro para si ou para outros.

## Criação e voo

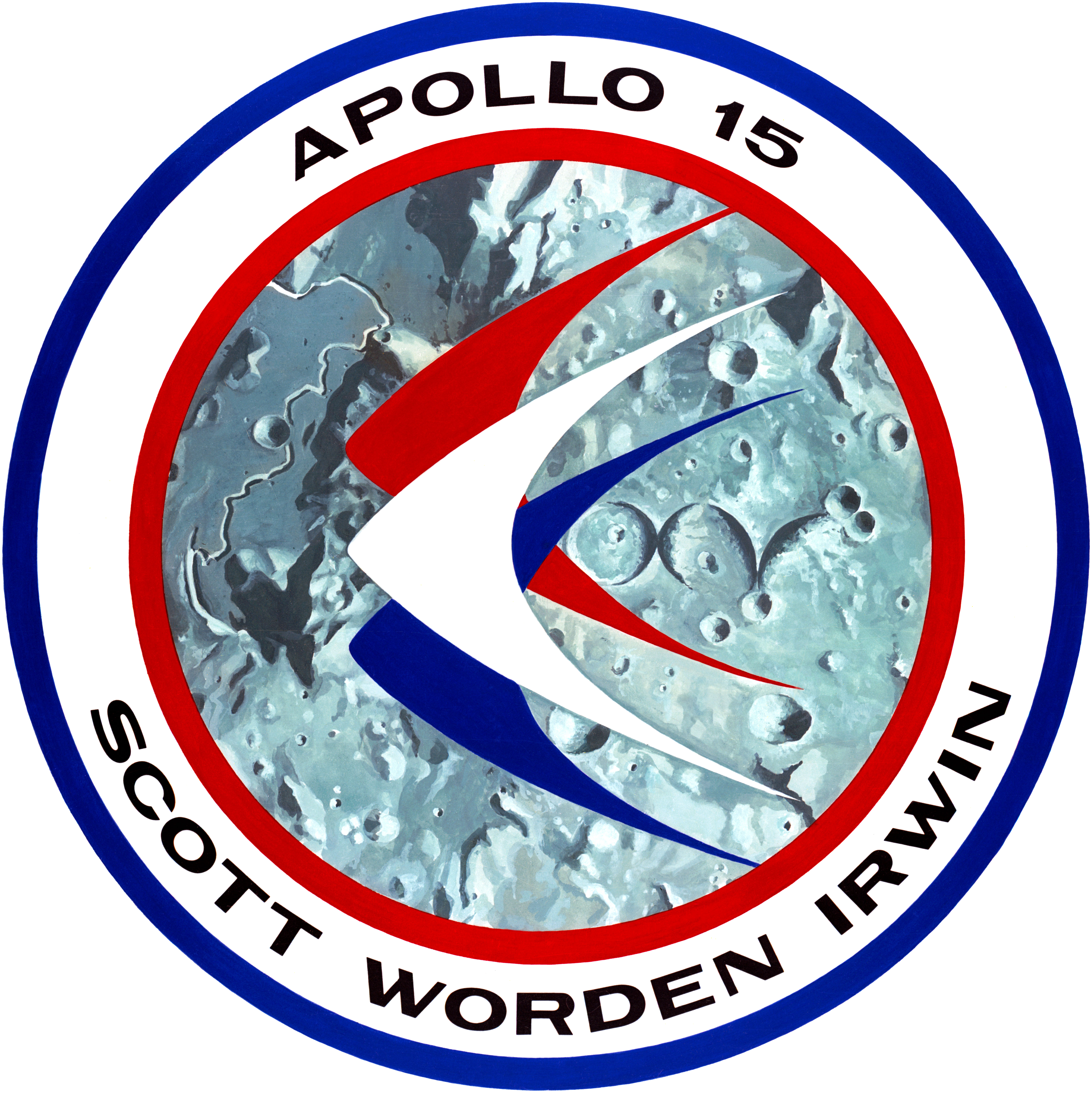
O emblema da Apollo 15.

Eiermann deveria criar o desenho para os envelopes que tinha proposto, porém ficou sem tempo e Scott acabou desenhando. Ele usou o emblema da Apollo 15 e o entregou para Collins no Escritório de Suporte de Missão. Este arranjou para que a Brevard Printing Company de Cocoa reproduzisse o desenho em envelopes normais e leves. A empresa realizou o trabalho e cobrou a Alvin B. Bishop Jr. os valores de 156 dólares pelos leves e 209 pelos normais. Bishop era um executivo de relações públicas especializado na indústria aeroespacial e conhecia muitos astronautas, criando envelopes especialmente desenhados para várias missões Apollo, que ele entregava apenas para a tripulação e suas famílias. Na época ele trabalhava na Hughes Enterprises em Las Vegas; a empresa pagou a conta.
Herrick garantiu os serviços do artista comercial Vance Johnson, com quem Worden discutiu o desenho, resultando em cem envelopes que mostravam as fases lunares. O astronauta listou esses envelopes como parte dos conteúdos de seu Kit de Preferências Pessoais para aprovação de Slayton, junto com outros 44 envelopes de primeiro dia que possuía. A Ad-Pro Graphics, Inc. de Miami imprimiu os envelopes de Herrick junto com cartões dizendo que os envelopes foram carregados pela Apollo 15. Herrick pagou cinquenta dólares e também conseguiu selos postais para os envelopes e carimbos com as datas de lançamento e amerrissagem. Os desenhos foram impressos em rótulos que foram colados nos envelopes. Nem todos os envelopes de Herrick são idênticos, já que foram usadas combinações diferentes de desenhos, carimbos e selos. Worden também levou consigo um envelope carimbado em 1928 e autografado por Orville Wright.
Além dos envelopes levados por Scott e Worden, Irwin também levou consigo outros 96 envelopes: um com a temática "voado para a Lua", oito com o desenho da Apollo 15 e 87 homenageando a Apollo 12, levados como um favor para Barbara Gordon, esposa do astronauta Richard Gordon da Apollo 12. Barbara era uma colecionadora de selos e tinha pedido para seu marido levar envelopes durante sua missão, porém ele recusou. O envelope "voado para a Lua" era um favor para um amigo dos Gordon. A Apollo 15 também transportou um envelope autorizado do Serviço Postal para ser anulado na superfície da Lua. Uma reserva também foi enviada e guardada no módulo de comando e serviço com outro dispositivo de anulamento, para ser usado na jornada de volta caso Scott não conseguisse carimbar o envelope lunar.

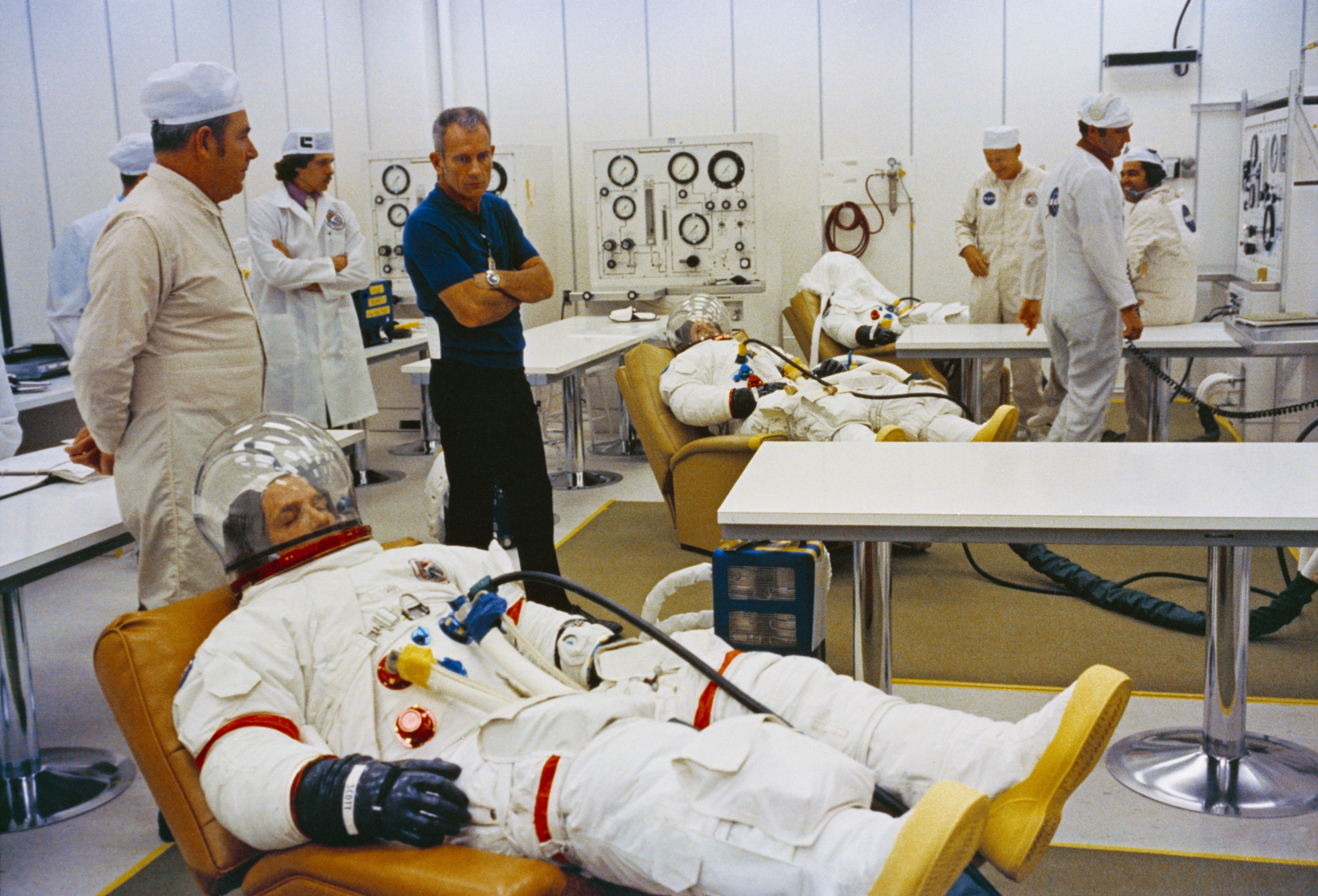
Slayton (de azul) observa Scott enquanto este descansa antes do lançamento da Apollo 15 em 26 de julho de 1971.

Todos os envelopes, com a exceção do grupo de quatrocentos, foram aprovados por Slayton, que afirmou em seu testemunho que quase certamente também os teria aprovado caso tivesse sido pedido, contanto que seu peso fosse negociado com o Gerente de Voo e sob a condição de que eles permanecessem no módulo de comando e serviço e não fossem para a superfície lunar. Depois de a história ter sido revelada, William Hines do Chicago Sun-Times chegou a escrever que "a ideia de que essa complicada extravagância poderia ser realizada sem o conhecimento e pelo menos a tácita permissão de Slayton é considerada absurda por pessoas familiares com a NASA. É lendária a rédea curta de Slayton sobre seus por vezes rebeldes comandados".
A tripulação comprou centenas de selos de dez centavos da série "Primeiro Homem na Lua". Estes foram fixados nos envelopes leves por secretárias do Escritório dos Astronautas. Collins tinha arranjado para o correio do Centro Espacial Kennedy abrir à 1h00min EDT no dia do lançamento – não era incomum esse correio abrir tão cedo na manhã de um lançamento – e trouxe consigo centenas dos envelopes já com os selos. Estes passaram pela máquina de anulamento e então foram levados para o alojamento dos astronautas, onde membros da Equipe de Suporte da Tripulação de Voo os selaram hermeticamente em embalagens de fibra de vidro coberta de teflon a fim de deixá-los à prova de fogo para o espaço. Normalmente, se a Equipe de Suporte da Tripulação de Voo descobrisse um item que não estava na lista do Kit de Preferências Pessoais dos astronautas, ela o colocaria dentro e então procuraria que fosse aprovado. Entretanto, James L. Smotherman, o líder da equipe, afirmou que cometeu um erro, explicando que tinha confundido os quatrocentos envelopes com os de Herrick, que tinham sido aprovados por Slayton. Como os quatrocentos envelopes não tinham sido aprovados por Slayton, eles foram considerados não autorizados. Scott afirmou que "Eu nunca tive a intenção de contrabandear os envelopes. Se eu tivesse a intenção de contrabandear os envelopes, eu certamente não teria permitido que o Sr. Collins lidasse com eles e que o resto das pessoas me ajudasse". Os envelopes foram colocados nos bolsos do traje espacial de Scott, assim como outros itens como seus óculos de sol, e antes disso mostrados a ele pelos técnicos que o estavam ajudando a vestir-se. Eles foram divididos em dois pacotes e juntos tinham cinco centímetros de espessura e pesavam 850 gramas. A Apollo 15 decolou às 9h34min de 26 de julho de 1971, tendo a bordo os três astronautas e 641 envelopes.

[Scott:] O que é isso, Jim?

[Irwin:] Não!

[Worden:] Bom. Muito bom.

[Scott:] Certo?

[Worden:] Sim. Você precisa– sim. Nós já assinamos essas, não assinamos? Não assinamos estas? Não faz muito diferença, não é?

[Scott:] Não.

[Worden:] Eu acho que não precisamos assiná-las agora. Podemos fazer isso a qualquer hora.

[Worden:]  Sim, esses– esses envelopes teriam sido infinitamente mais valiosos, eu acho.

[Scott:] Oh, bem.

[Worden:] Talvez, Dave, talvez nós não tenhamos.

[Irwin:] Certo.

Transcrição de conversa a bordo do módulo de comando Endeavour, em órbita no lado oculto da Lua, 3 de agosto de 1971. Tempo da missão: 196h22min11s a 196h23min21s.
Os quatrocentos envelopes foram transferidos para o módulo lunar Falcon em algum momento na viagem para a Lua; Scott reconheceu durante seu testemunho que isso era contra as regras. Ele afirmou que não se lembrava como a transferência ocorreu e que tinha certeza de que eles foram para a superfície da Lua, pois estavam na sacola de itens tirados do Falcon em preparação para o retorno para a Terra. Worden falou em seu testemunho que eles estavam cientes da presença dos envelopes no módulo de comando e serviço Endeavour depois do lançamento, porém não se lembrava se eles estavam entre os itens levados para o módulo lunar em preparação para a alunissagem; ele também acreditava que a questão não fora discutida durante o voo. Worden escreveu anos depois que a noite em que firmaram o acordo com Eiermann "fora a última vez que eu ouvi ou pensei sobre os envelopes até depois do voo... Quaisquer que tenham sido os arranjos que Dave, Eiermann e Sieger fizeram para colocarem os envelopes no voo, eu só fui saber depois. Dave depois contou a um comitê congressional que os tinha colocado no bolso de seu traje espacial, porém ele nunca compartilhou isso comigo". Ele indicou que os envelopes que tinha levado a bordo, incluindo os de Herrick, permaneceram dentro de seu Kit de Preferências Pessoais no Endeavour durante toda a missão. Vários indivíduos, incluindo os astronautas, indicaram no testemunho diante do Congresso que a presença dos envelopes não afetou de forma alguma o andamento da missão.
A Apollo 15 amerrissou a 540 quilômetros de Honolulu, Havaí, às 4h46min EDT de 7 de agosto; a tripulação foi resgatada por helicópteros do USS Okinawa. Scott tinha pedido para que um suprimento de selos espaciais do desenho que tinha anulado na Lua fosse disponibilizado no Okinawa; Forrest J. Rhodes, que comandava os correios do Centro Espacial Kennedy, escreveu em 14 de julho para o suboficial encarregado da agência dos correios do navio. A embarcação respondeu no dia 20 dizendo que os selos podiam ser obtidos em tempo. Os selos foram adquiridos dos correios de Pearl Harbor; quatro mil foram enviados de helicóptero para o Okinawa, supostamente na custódia de um oficial que se juntaria à tripulação do navio. Os astronautas não tinham dinheiro consigo, assim as compras foram pagas por oficiais da embarcação e depois reembolsadas. Os astronautas tiveram ajuda de tripulantes do Okinawa para fixar os selos nos quatrocentos envelopes para que fossem anulados pelos correios do navio. Os envelopes de Irwin não foram carimbados, nem no lançamento ou amerrissagem. Worden comentou posteriormente que nunca viu os envelopes que Scott levou até os três estarem em um avião voltando para Houston. Entretanto, como Scott mencionou que os carimbaria com a data da amerrissagem, Worden fez com que o mesmo ocorresse com seus envelopes. Os quatrocentos foram autografados pelos três astronautas durante o voo; os envelopes de Herrick também foram assinados no caminho. Irwin afirmou que o processo demorou horas.

## Distribuição
C. G. Carsey, uma escrivã do Escritório dos Astronautas, escreveu em 31 de agosto certificações para cem envelopes com a ajuda de outros funcionários da NASA. As certificações afirmavam que os envelopes tinham estado na Lua a bordo do Falcon. Os envelopes já tinham uma afirmação escrita a mão por Scott e Irwin de que eles pousaram na Lua em 30 de julho. Carsey depois falou que, ao assinar as certificações como uma tabeliã do Texas, sua intenção era apenas certificar que as assinaturas eram genuínas. Crawford Martin, o Procurador-Geral do Texas, chegou a investigar se Carsey tinha certificado impropriamente os envelopes que tinham alunissado, algo que ela não tinha conhecimento pessoal. A certificação de uma tabeliã cumpria a última exigência de Sieger. Scott enviou em 2 de setembro cem envelopes por correio a Eiermann. Ele os repassou para Sieger e recebeu uma comissão de quinze mil dólares, dez por cento do lucro esperado. Os trezentos envelopes restantes foram colocados aos cuidados de um colecionador de selos de Houston, que fez com que uma gráfica local criasse uma inscrição no canto superior esquerdo afirmando que o envelope tinha estado na Lua. A gráfica descobriu que havia 298 envelopes e não trezentos; o colecionador falou com Scott, que disse que não havia problema. Um dos envelopes de Irwin do grupo de oito, com um desenho de trevo, foi dado a Rhodes, enquanto outro foi entregue para o presidente da Sociedade Filatélica do Centro Espacial Kennedy; o astronauta afirmou que ficou de posse dos outros seis.
Sieger pouco depois informou seus vários clientes regulares por correio sobre a disponibilidade dos envelopes, vendendo-os ao preço de 4 850 marcos alemães (1 500 dólares, em valores da época), com um desconto para aqueles que comprassem mais de um. Ele guardou um para si mesmo e conseguiu vender os outros 99 até novembro. Sieger os numerou e assinou a parte de trás dos envelopes no canto inferior esquerdo para atestar sua autenticidade.

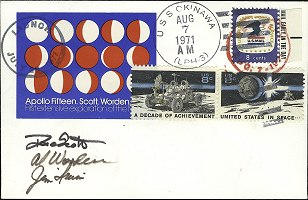
Um dos envelopes de Herrick.

Worden afirmou décadas depois que enviou a Herrick logo depois de voltar para a Terra os 44 envelopes que tinha originalmente concordado em levar. Ele também enviou outros sessenta dos quais era dono para que pudessem serem guardados, entregando 28 para seus amigos. Herrick consignou setenta envelopes para Robert A. Siegel, um proeminente comerciante de Nova Iorque. Siegel vendeu dez envelopes por um valor total de 7 900 dólares, recebendo de Herrick uma comissão de 25 por cento. Herrick vendeu por conta própria três por 1 250 cada, colocando várias outras em comissão na Europa.
Um comprador em potencial de um dos envelopes de Herrick escreveu para a NASA no final de outubro de 1971 perguntando sobre sua autenticidade. Slayton respondeu em 5 de novembro, afirmando que a NASA não podia confirmar se eram genuínas. Ele avisou Worden para que garantisse que seus envelopes não fossem mais comercializados. O astronauta escreveu uma carta furiosa a Herrick. Este instruiu Siegel em junho de 1972 que enviasse os sessenta envelopes de Worden para Houston, o que ele fez pelo correio. Até esse momento Siegel achava que os sessenta envelopes pertenciam a Herrick.
Os astronautas receberam e completaram toda a papelada necessária para que abrissem contas em um banco de Stuttgart e recebessem os sete mil dólares; isto ocorreu provavelmente antes de uma viagem oficial que fizeram pela NASA em novembro. Segundo o testemunho de Scott, os três souberam enquanto estavam na Europa que os envelopes de Sieger estavam sendo vendidos comercialmente. Scott ligou para Eiermann, que prometeu averiguar. Os três indicaram que receberam no começo de 1972 cadernetas de poupança. Irwin descreveu alguns anos depois que, antes da viagem para a Europa, Scott foi falar com ele e disse "Jim, estamos com um problema – eles estão começando a vender os envelopes aqui", dizendo que isto poderia manchar a viagem. Scott afirmou que os astronautas conversaram sobre o assunto entre si e decidiram que era impróprio receberem o dinheiro. Eles devolveram as cadernetas para Eiermann no final de fevereiro de 1972, que disse que mesmo assim os três deveriam receber algo por seus esforços. Howard C. Weinberger, em um relato sobre os envelopes da Apollo 15, considerou que a recusa dos astronautas em receber o dinheiro era "um esforço para salvarem suas carreiras e reputações". Os astronautas inicialmente concordaram em receber álbuns cheios de selos com a temática aeroespacial para seus filhos, incluindo edições comemorativas da Apollo 15. Scott relatou que também acharam isso inapropriado e afirmaram que não queriam nada. Esta última recusa ocorreu em abril de 1972. Worden depois afirmou: "fizemos isso antes de a NASA nos perguntar qualquer coisa sobre o negócio com Sieger – antes mesmo de a NASA saber a respeito".

## Escândalo

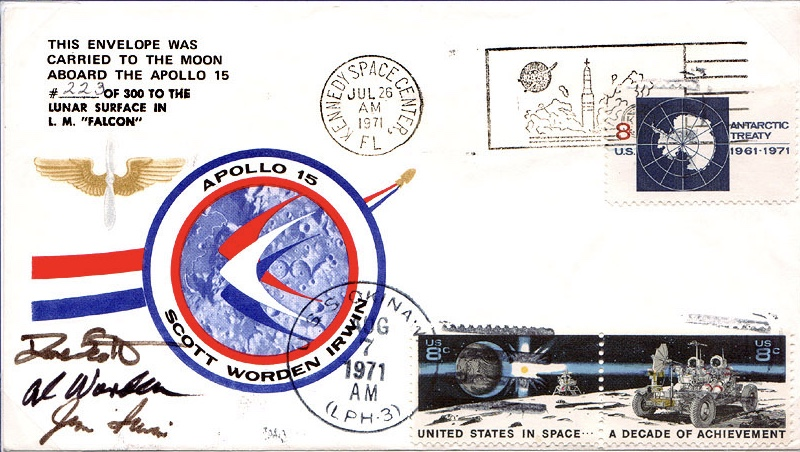
Um dos envelopes apreendidos pela NASA e devolvidos em 1983.

Discussões sobre os envelopes em publicações filatélicas europeias alertaram colecionadores nos Estados Unidos. Lester Winick, presidente de um grupo astrofilatélico, enviou em 11 de março de 1972 uma carta para o conselheiro legal da NASA fazendo várias perguntas sobre os envelopes de Sieger. A carta foi repassada para Slayton, que casualmente mencionou o assunto a Irwin no mesmo mês; o astronauta lhe disse para falar com Scott. Slayton então falou com Worden achando que os envelopes se referiam a aqueles do grupo de 144, porém Worden disse que isso não era necessariamente o caso e que ele deveria conversar com Scott. Slayton foi falar com Scott em meados de abril, pouco antes do lançamento da Apollo 16. O astronauta lhe disse que existiam quatrocentos envelopes que não estavam na lista de itens aprovados e que cem tinham sido entregues a um amigo. Slayton escreveu décadas depois que tinha confrontado Scott e Worden sobre o que chamou de um "maldito escândalo regular"; "eles me contaram qual era o acordo e eu fiquei muito zangado. Eu estava farto de Scott, Worden e Irwin. Depois que a [Apollo] 16 amerrissou, eu os chutei para fora da tripulação reserva da [Apollo] 17". Um dos motivos pela raiva era que ele tinha defendido os astronautas quando os rumores sobre os preços dos envelopes começaram a circular; segundo o historiador Andrew Chaikin, Slayton "se esforçou para defender seu pessoal". Ele respondeu a Winick, dizendo que a nave espacial tinha levado envelopes, porém que a NASA não podia confirmar se os itens em questão eram genuínos; não foi dito que envelopes não autorizados tinham voado na missão. Slayton enviou uma cópia de sua resposta para o escritório do conselheiro legal na sede da NASA em Washington, D.C., que não tomou ação alguma. Ele não informou Fletcher, o vice-administrador George Low ou seu próprio superior, Christopher C. Kraft, sobre o incidente ou sobre a ação disciplinar contra os astronautas.
Low soube no início de junho sobre a possibilidade de que envelopes que voaram na Apollo 15 estavam sendo vendidos na Europa. Ele pediu para o administrador adjunto Dale D. Myers investigar a informação. Low manteve Fletcher informado na situação enquanto ela se desenvolvia. Myers entregou um relatório temporário para Low no dia 16. A história foi revelada pelo The Washington Star dois dias depois, antes que ele pudesse entregar seu relatório final em 26 de junho. Kraft falou com Scott no dia 23. Low ordenou em 29 de junho uma investigação completa pela Divisão de Inspeções da NASA. Os três astronautas foram oficialmente repreendidos por mau julgamento em 10 de julho, algo que tornou extremamente improvável que qualquer um dos três algum dia fosse selecionado para retornar ao espaço. O historiador Richard S. Lewis comentou que "na atmosfera de negociatas que caracterizou as relações governamentais agência–contratante industrial na Era Espacial, o transporte não autorizado que a Apollo 15 levou para a Lua foi uma travessura juvenil. Porém, na retórica dos críticos do programa espacial, foi marcada como uma exploração para ganho pessoal do desenvolvimento tecnológico mais custoso da história. Na imprensa, os astronautas foram tratados como anjos caídos". Kraft tempos depois contou que Slayton lhe disse que "Eles fizeram. Não esconderam. Dave disse que sim, não há nada de errado, certo?" Scott reconheceu que "cometemos um erro ao até mesmo considerá-lo", porém achou que a reação "estava se tornando uma caça às bruxas". Worden admitiu culpa por ter entrado no negócio, mas achou que a NASA não lhe deu apoio suficiente e que Scott não assumiu responsabilidade completa por seu papel. Irwin afirmou que a NASA não tinha outra escolha a não ser repreendê-los. Ele tornou-se um pastor evangelista depois de se aposentar como astronauta e disse que esperava usar essa experiência em sua nova função, de forma a ajudá-lo a ter empatia com outros que cometessem erros.
Outra controvérsia que estourou em meados de julho foi uma disputa sobre a estatueta do Astronauta Caído, deixada na Lua por Scott como um tributo aos astronautas e cosmonautas mortos nos programas espaciais norte-americano e soviético. O artista belga Paul Van Hoeydonck estava preparando cópias da obra para comercialização, apesar das objeções dos astronautas. Ao tomar conhecimento pela imprensa das controvérsias e preocupado sobre a aparente comercialização da Apollo 15, o Comitê do Senado para Ciências Aeronáuticas e Espaciais marcou uma audiência para 3 de agosto, Vários funcionários da NASA foram convocados a depor, incluindo os astronautas, Slayton, Kraft, Fletcher e Low. Worden lembra que houve perguntas duras feitas sobre a conduta dos astronautas, porém parte da preocupação do Comitê era por que a gerência da NASA permitiu que outro incidente ocorresse tão rapidamente depois da controvérsia sobre a Casa da Moeda Franklin e a Apollo 14. Os senadores também queriam saber como a cadeia de comando da NASA permitiu que as alegações contra os astronautas não fossem relatadas para os superiores. O senador Clinton Presba Anderson, presidente do Comitê, invocou uma regra raramente usada do Senado dos Estados Unidos, para que a audiência ocorresse a portas fechadas, quando um testemunho pudesse impactar a reputação de testemunhas ou outros. Kraft comentou que enquanto ele e Low foram pressionados pelo comitê, os senadores trataram os astronautas "como deuses".

## Consequências
"Os outros astronautas ficaram divididos em suas opiniões. Alguns enxergaram simplesmente como um erro idiota. Outros acharam que Scott, como o comandante da missão, deveria ir para uma corte-marcial. Para alguns, era uma área cinzenta. Astronautas tinham vendido seus autógrafos, por exemplo, e lucrado de sua fama por modos menos dramáticos. Porém havia muito dinheiro envolvido desta vez, e tudo tinha vindo a público. Tinha manchado o corpo de astronautas. Que tudo havia sido feito pelo diligente e honesto Dave Scott, cuja missão fora um ponto tão alto para a Apollo, apenas fez com que o choque fosse maior... Para melhor ou para pior, o mito do Astronauta Perfeito tinha ruído."

Andrew Chaikin

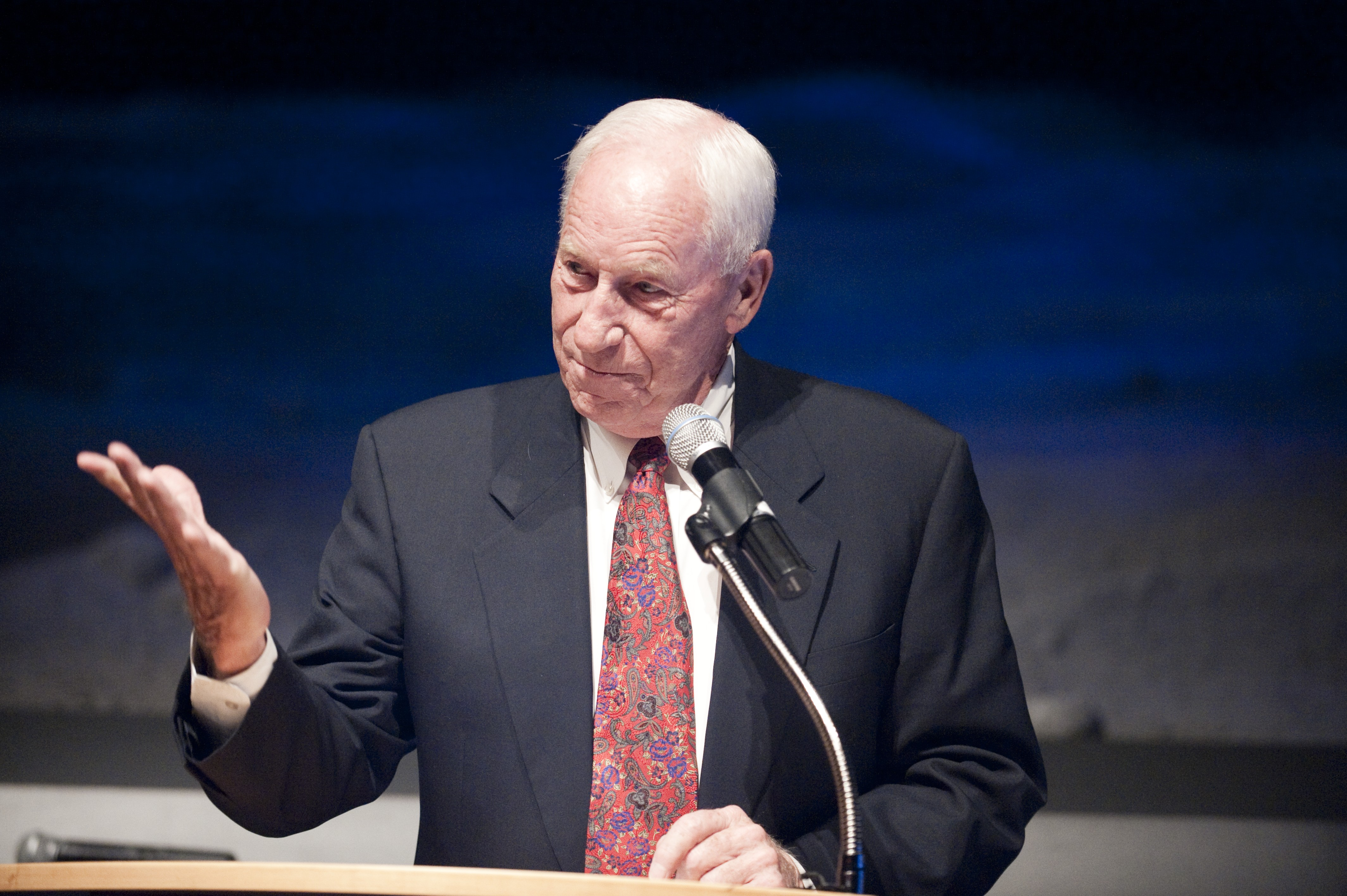
O astronauta aposentado Alfred M. Worden recebe o prêmio "Embaixador da Exploração" da NASA em 2009.

Nenhum dos tripulantes da Apollo 15 voltou para o espaço de novo. Scott foi nomeado consultor técnico do projeto Apollo–Soyuz, a primeira missão espacial conjunta entre Estados Unidos e União Soviética, e se aposentou da Força Aérea em 1975. Ele então tornou-se diretor do Centro de Pesquisa de Voo Dryden e se aposentou da NASA em outubro de 1977, entrando no setor privado. Worden foi transferido para o Centro de Pesquisa Ames na Califórnia, permanecendo no posto até se aposentar da NASA e da Força Aérea em 1975, também indo depois trabalhar no setor privado. Irwin se aposentou em 1972 e fundou um grupo evangélico.
Fletcher pediu para os astronautas ainda com a NASA, e até para aqueles que já tinham saído, que entregassem todos os envelopes que tinham levado em suas missões, pendendo uma determinação se eram propriedade do governo. Kraft relatou que houve resistência, porém "nós os confiscamos, alguns sob pressão". Estes envelopes foram devolvidos depois que o Departamento de Justiça escolheu não tomar ação e "o que quer que tenha acontecido com eles foi mantido quieto". Dentre os astronautas interrogados pela NASA estava John Swigert da Apollo 13, que negou ter lidado com envelopes; ele posteriormente admitiu o contrário e foi removido da Apollo–Soyuz por Low.
Kraft suspendeu quinze astronautas que "tinham quebrado a nossa confiança e ignoraram uma ordem em vigor de [Slayton]"; alguns, tendo se desculpado e cumprido suas suspensões, voaram no Skylab. O incidente resultou em um preconceito na Força Aérea contra ex-astronautas, já que todos os tripulantes da Apollo 15 tinham servido nesse ramo. Isto impediu que Stuart Roosa da Apollo 14 voltasse para a Força Aérea depois de se aposentar da NASA, forçando-o a seguir para o setor privado. Apesar de Charles Duke da Apollo 16 ter levado envelopes para a Lua em abril de 1972, mudanças instituídas pela NASA impediram que qualquer um fosse levado na Apollo 17 em dezembro. Atualmente, os astronautas do programa espacial norte-americano estão proibidos por regulamentações federais de levarem para o espaço itens filatélicos como lembranças.
Os envelopes restantes dos astronautas da Apollo 15, 298 do grupo de quatrocentas e mais 61 de Worden, foram mantidos pela NASA em meio à investigação; Worden disse que entregou os seus a pedido de Kraft sob o entendimento de que eles seriam devolvidos assim que a investigação terminasse, porém em vez disso os envelopes foram transferidos em agosto de 1973 para os Arquivos Nacionais. Houve uma investigação do Departamento de Justiça. Sua Divisão Criminal decidiu em 1974 que não era necessário um processo judicial, porém a Divisão Civil decidiu no ano seguinte que os envelopes seriam retidos pelo governo. Kraft escreveu: "era questionável que qualquer lei tivesse sido quebrada e [o Departamento de Justiça] percebeu que arrastar os astronautas para o tribunal não seria um passatempo popular". O departamento emitiu um relatório em 1978 indicando que apesar de o governo poder ter alguma reivindicação sobre os envelopes de Herrick por eles aparentemente terem sido criados com o objetivo de ganhar dinheiro, ele provavelmente não tinha para os 298 envelopes, que os astronautas afirmaram que tinham a intenção de serem usados como presentes. O departamento informou a NASA em 1979 que o governo provavelmente perderia caso os astronautas entrassem com um processo judicial pelos itens. Havia oposição entre senadores pela devolução dos envelopes, com uma resolução sendo aprovada no Senado em fevereiro de 1980, afirmando que o governo deveria manter os envelopes para evitar comercialização. O projeto morreu na Câmara dos Representantes. Worden entrou com um processo em 1983 e o governo concordou em devolvê-las para os três astronautas. O governo achou que não conseguiria defender de forma bem-sucedida o processo, e também que a NASA autorizou que os envelopes fossem levados ou sabia de sua existência.
Alguns dos envelopes foram vendidos anos depois pelos astronautas. Um do grupo dos 298 tomados pela NASA e apreendidos pelo governo, pertencente à filha de Scott, foi vendido em um leilão em novembro de 2008 por quinze mil dólares. Um dos envelopes de Sieger foi vendido em 2014 por mais de 55 mil dólares, o preço mais alto já pago por um deles; o leiloeiro salientou que era uma de apenas quatro de Sieger a ser vendida publicamente desde a distribuição original. Worden vendeu muitos dos envelopes de Herrick para pagar dívidas decorrentes de uma candidatura sua para o Congresso em 1982. Ao ser perguntado em 2011 sobre a localização dos envelopes, ele disse: "Só Deus sabe. Alguns foram vendidos, alguns ainda estão em uma caixa de depósito seguro. Eles provavelmente estão agora por todo o mundo.